# Hôtel du Petit-Bourbon
Hôtel du Petit-Bourbon byl městský palác v Paříži, který se nacházel východně u paláce Louvre a byl zbořen v 17. století kvůli rozšíření Louvru.

## Historie
Palác byl postaven ve 14. století. V paláci se nacházel velký sál, který sloužil pro zábavné akce královského dvora. V roce 1581 zde měl premiéru ballet comique de la reine (královnin komický balet), v roce 1614 se ze konalo zasedání generálních stavů. Dne 14. prosince 1645 zde italští herci uvedli premiéru opery La finta pazza, která v sobě spojovala zpěv a balet. Od roku 1658 zde pro krále Ludvíka XIV. vystupovala Molièrova divadelní skupina.
23. února 1653 se v Salle du Petit-Bourbon odehrála premiéra Baletu Noci (Ballet de la Nuit), ve kterém účinkoval i Ludvík XIV. v roli slunečního boha.
Dne 11. října 1660 začala demolice paláce Petit-Bourbon kvůli rozšíření Louvru. Na jeho místě se dnes nachází tzv. Grande colonnade du Louvre architekta Clauda Perraulta (1613-1688).